# Phelsuma ocellata
Phelsuma ocellata är en ödleart som beskrevs av  George Albert Boulenger 1885. Phelsuma ocellata ingår i släktet Phelsuma och familjen geckoödlor. IUCN kategoriserar arten globalt som nära hotad. Inga underarter finns listade i Catalogue of Life.